# Молода и прекрасна
«Молода́ и прекра́сна» (фр. Jeune et Jolie) — французский мелодраматический фильм с элементами эротики, снятый режиссёром Франсуа Озоном в 2013 году. Главную роль в картине исполнила актриса Марина Вакт. Фильм повествует о школьнице, занимающейся проституцией с состоятельными клиентами.
Мировая премьера картины состоялась 16 мая 2013 года на Каннском фестивале, премьера в России прошла 29 августа 2013 года.

## Сюжет
Действие фильма происходит на протяжении одного года и разделено на четыре условные части по сезонам года. Главная героиня, семнадцатилетняя Изабель, ученица лицея, живущая уже семь лет без разведённого родного отца, с отчимом во вполне благополучной и состоятельной семье. Во время отдыха на море она знакомится с молодым человеком и лишается девственности, но не находит любви и нежности.
Вернувшись в Париж, она регистрируется на сайте знакомств и начинает встречаться за деньги со старшими, в т.ч. пожилыми мужчинами. Переломным моментом в «работе» девушки становится смерть Жоржа, её самого неординарного нежного клиента, от сердечного приступа во время занятия любовью. Этот случай раскрывает тайну Изабель её родителям, под давлением которых и полиции девушка проходит курс психотерапии. После него, пытаясь разобраться в себе и своих чувствах, героиня отвечает на ухаживание одноклассника, но снова не может найти внутри себя любовь. Тогда героиня встречается с супругой Жоржа Алис.

## В ролях
- Марина Вакт — Изабель
- Жеральдин Пайя — Сильви, мать Изабель
- Фредерик Пьеро — Патрик
- Фантен Рава — Виктор
- Йохан Лейсен — Жорж Ферье
- Шарлотта Рэмплинг — Алис
- Натали Ришар — Вероник

## Саундтрек
1. Eté — Philippe Rombi
2. L’amour d’un garçon (Remastered — Les années Vogue 62-68) — Françoise Hardy
3. True Romance — The Citizens
4. Poison Lips — Vitalic
5. The Sense Of Me — Mud Flow
6. Chambre 6095 — Philippe Rombi
7. A quoi ça sert? — Françoise Hardy
8. Young Americans — Poni Hoax
9. Midnight City — M83
10. Baptism — Crystal Castles
11. Première rencontre — Françoise Hardy
12. Jeune et jolie — Philippe Rombi
13. Je suis moi — Françoise Hardy

## Отзывы
- «Вакт, бывшая модель, понятно, самоотвержена в постельных сценах, но в её игре заметно и нечто большее. В её взгляде читается то стальная холодность, то уязвимость. Изабель опытна и цинична не по годам, но при этом — потеряна и глубоко несчастна.» (Timeout.ru)[4]
- «„Молода и прекрасна“ соединяет знакомые мотивы и стилистические приемы Озона в неожиданной комбинации и в новом контексте. Фильм бравирует присущим французской литературе духом галантных игр, интриг и манипуляций.» (Коммерсантъ)[5]
- «Из выбранной темы Озон абсолютно намеренно „высасывает“ весь социально-статистический контекст, придавая ему значения не больше, чем лишнему воздуху, его героиня — не подросток на панели, а красивая девушка, отправляющуюся нетривиальным путём исследования собственной сексуальности и чувственности, который, в конце концов, будет важен только конечным результатом.» (Interfax.ru)[6]
- «Озон как будто выбрал серьёзную тему, но, как это часто бывает в его фильмах, из-под покрова серьёзности очень скоро вылезает комедия абсурда, в этом случае смешанная с эротической фантазией.» — Афиша.ру

## Награды и номинации
| Год  | Награда                        | Категория                    | Номинант       | Результат |
| ---- | ------------------------------ | ---------------------------- | -------------- | --------- |
| 2013 | Каннский кинофестиваль         | Золотая пальмовая ветвь      | Франсуа Озон   | Номинация |
| 2013 | Кинофестиваль в Сан-Себастьяне | TVE Otra Mirada Award        | Франсуа Озон   | Победа    |
| 2014 | «Сезар»                        | Самая многообещающая актриса | Марин Вакт     | Номинация |
| 2014 | «Сезар»                        | Лучшая актриса второго плана | Жеральдин Пайя | Номинация |